# Роберт Радеке
Роберт Радеке (нім. Robert Radecke; 31 жовтня 1830, Дітмансдорф, Нижня Сілезія (нині Дзечморовіце в Нижньосілезькому воєводстві Польщі) — 21 червня 1911, Вернігероде) — німецький композитор, диригент і музичний педагог, скрипаль, піаніст. Батько Ернста Радеке.

## Біографія
Починав вчитися музики у Петера Люстнера. Потім закінчив Лейпцизьку консерваторію, де був учнем Юліуса Ріца (композиція), Ігнаца Мошелеса (фортеп'яно) і Фердинанда Давида (скрипка). У Лейпцигу Радек був членом оркестру Гевандгауза і лише через два роки після закінчення навчання, 1852 року став віцедиректором співочої академії та 1853 року — капельмейстером міського театру.
З 1855 року жив і працював, головним чином, в Берліні. Виступав як піаніст, грав другу скрипку у квартеті Фердинанда Лауба. З 1858 року диригував абонементними концертами, в 1863—1887 рр. капельмейстер придворної опери. Після смерті Юліуса Штерна 1883 року упродовж п'яти років очолював створену ним Консерваторію Штерна, в 1892—1907 рр. директор Королівського інституту церковної музики. У композиторській спадщині Радеке — симфонія фа мажор, увертюри «На березі» (нім. Am Strande) і «Король Йоганн», хорова і камерна музика, пісні.
Брат Рудольф Радек (1829—1893) — хоровий диригент.